# Heads Will Roll (песня)
«Heads Will Roll» — песня американской инди-рок-группы Yeah Yeah Yeahs, второй сингл из третьего студийного альбома группы It’s Blitz! (2009).
Песня была ремикширована канадским диджеем A-Trak, этот ремикс стал самым заметным и популярным ремиксом песни. Затем песня также была ремикширована американским музыкантом JVH-C, ремикс широко использовался в интернет-мемах, особенно мем-ремиксах.

## Музыкальное видео
Видеоклип на «Heads Will Roll» был снят Ричардом Айоаде. Видео начинается выступления группы на своём концерте в подземном (предположительно) помещении. Затем на сцену выходит оборотень и начинает танцевать в стиле Майкла Джексона. В середине музыкального клипа мигает свет, оборотень превращается и нападает на посетителей концерта, убивая большинство из них. Видео заканчивается убийством группы, пока Karen O продолжает петь, её голова оторвана от её тела. Вместо крови в видео показаны красные блёстки и конфетти. В Великобритании есть две разные версии этого видео, вторая содержит замену завершающей части видео с элементами насилия повторяющимися сценами из предыдущей части видео, но в ней показаны конфетти, падающие на группу.
Видео было номинировано на премию MTV Video Music Award за видео-прорыв.

## Значение песни в культуре
- Ремикс A-Trak на песню был использован в видеоигре 2010 года DJ Hero 2[англ.].
- В 2011 году песня была исполнена в виде мэшапа с песней Майкла Джексона «Thriller» на американском телешоу Glee для эпизода «The Sue Sylvester Shuffle»[2]. Песня также использовалась в рекламных видеороликах для телесериала Showtime Networks The Tudors.
- Ремикс песни от A-Trak также был показан в фильме 2012 года «Project X» и 2015 «Ужастики».
- Вариация на песню Kid Kamillion была представлена в трэп-миксе Diplo Sway in the Morning.
- Ремикс на песню от Little Vampire используется в игре Gran Turismo 5.
- 23 мая 2015 года американский музыкант JVH-C сделал ремикс на песню[3], в котором многократно на протяжении всего трека используется строчка «танцуй, пока не умрешь».
- Песня использовалась в сериале Netflix 2017 года «Нетипичный».
- Песня использовалась в комедийном аудиосериале Кейт Маккиннон и Эмили Линн «Heads Will Roll» (2019), выпущенном на платформе Audible.

## Список треков
| №  | Название                              | Длительность |
| -- | ------------------------------------- | ------------ |
| 1. | «Heads Will Roll»                     | 3:44         |
| 2. | «Heads Will Roll» (Passion Pit Remix) | 4:39         |

| №  | Название                                  | Длительность |
| -- | ----------------------------------------- | ------------ |
| 1. | «Heads Will Roll» (Passion Pit Remix)     | 4:37         |
| 2. | «Heads Will Roll» (Tommie Sunshine Remix) | 5:21         |
| 3. | «Heads Will Roll» (Little Vampire Remix)  | 4:47         |
| 4. | «Heads Will Roll» (James Iha Remix)       | 4:15         |

## Чарты
| Чарт (2009—2012)                         | Высшая позиция |
| ---------------------------------------- | -------------- |
| Бельгия/Фландрия (Ultratop 50)           | 1              |
| Бельгия/Валлония (Ultratop 50)           | 7              |
| Франция (SNEP)                           | 45             |
| Германия (GfK)                           | 73             |
| Ирландия (IRMA)                          | 70             |
| Шотландия (OCC Scotland)                 | 75             |
| Великобритания (OCC UK Singles)          | 89             |
| US Alternative Digital Songs (Billboard) | 7              |
| US Hot Dance Singles Sales (Billboard)   | 1              |

| Чарт (2010)                    | Позиция |
| ------------------------------ | ------- |
| Belgium (Ultratop 50 Flanders) | 16      |
| Belgium (Ultratop 50 Wallonia) | 57      |

## Сертификаты
| Регион | Сертификация | Продажи |
| --- | ------------ | ------- |
| Бельгия (BEA) | Золотой      | 15 000* |
| Великобритания (BPI) | Платиновый   | 600 000 |
| * Данные о продажах приведены только на основе сертификации. · Данные о продажах + прослушиваниях приведены только на основе сертификации. |              |         |